# Conrad von Soest
Conrad von Soest, né vers 1370 à Dortmund et mort en 1422 ou peu après est un des peintres les plus représentatifs de l'école de Westphalie. Il peint dans le style doux du gothique international et il joue un rôle primordial dans l'introduction de ce style courtois international en l'Allemagne du Nord vers 1390. Son œuvre influence la peinture allemande et européenne du Nord jusqu'au début du XVe siècle.
Conrad von Soest (également orthographié Konrad), et dont le nom est aussi écrit Conrad van Sost ou von Soyst en moyen haut-allemand, était à la tête d'un atelier prospère et était bien accepté dans la bourgeoisie patricienne de Dortmund qui, à l'époque, était une cité influente et riche de la Hanse.

## Biographie
La famille de Conrad von Soest est attestée à Dortmund depuis le début du XIVe siècle. Un certain Hinricus de Sosato acquiert la citoyenneté en 1306 comme decaurator (doreur), un Wernerus pictor de Sosato est citoyen en 1348.

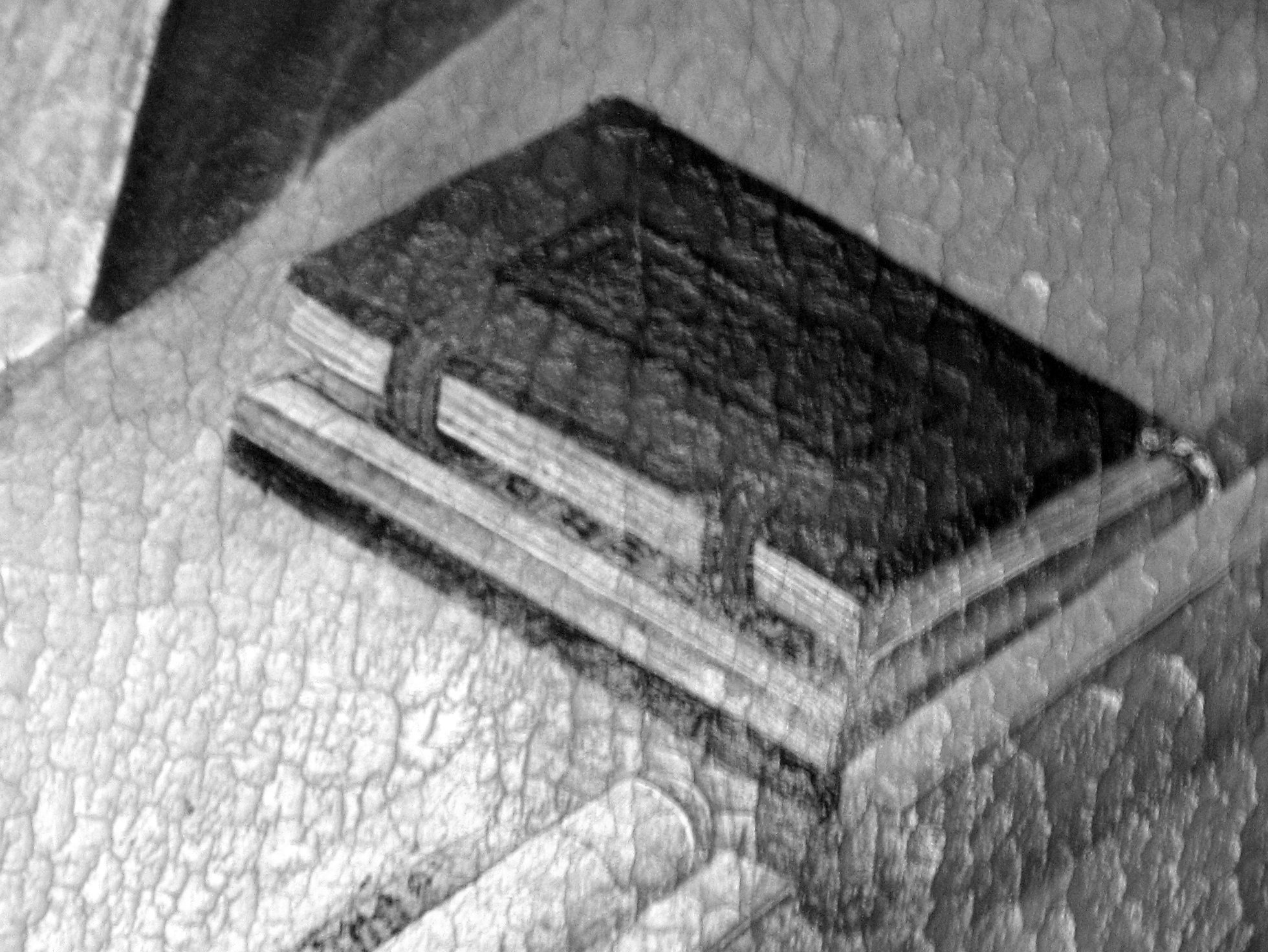
Signature de Conrad von Soest dans la fente du livre au chevet de Marie mourante. Retable de Dortmund.

Conrad von Soest lui-même se marie le 11 février 1394 avec « Gertrude, fille de Lambertes van Munster ». Le contrat de mariage (Morgensprache) fait état d'une fortune considérable, et les témoins sont des notables réputés, dont d'anciens maires. Conrad figure aussi dans la liste des membres de deux confréries, en 1396, d'une part la Marienbruderschaft (confrérie de Sainte-Marie), en tant que Conrad meler et uxor (Conrad, peintre et sa femme), et d'autre part la confrérie de Saint-Nicolas, en tant que Mester Conrad, meler (maître Conrad, peintre). Il apparaît la dernière fois dans cette liste en 1422. Un dénommé Gerhard von Soyst, membre de la guilde des peintres de Cologne, est assez fortuné pour être assujetti, en 1417, à une taxe supplémentaire exigée des bourgeois aisés. Comme le nom est assez rare, on peut raisonnablement penser que Gerhard est un fils de Conrad.
Une signature de Conrad a été découverte sur le cadre en bois du retable de Wildungen. La signature, maintenant effacée (et la date de 1403) a été relevée au XVIIIe siècle et déchiffrée comme étant hoc opus est completum per conradum pictorem de Susato,. Une autre signature, simplement con.ad, figure sur un des livres de la Mort de la Vierge du retable de Dortmund.

## Œuvre
L'œuvre de Conrad von Soest montre de nombreux signes de l'influence des enlumineurs français et des peintres flamands. Même s'il a probablement appris son métier de peintre à Dortmund, un voyage de quelques années, à la fin de son apprentissage, n'est pas à exclure, et on peut supposer qu'il a séjourné en Bourgogne, à Prague, à Paris, à Gand ou à Bruges. Les œuvres qui sont de Conrad von Soest ou qui lui sont attribuées sont notamment :

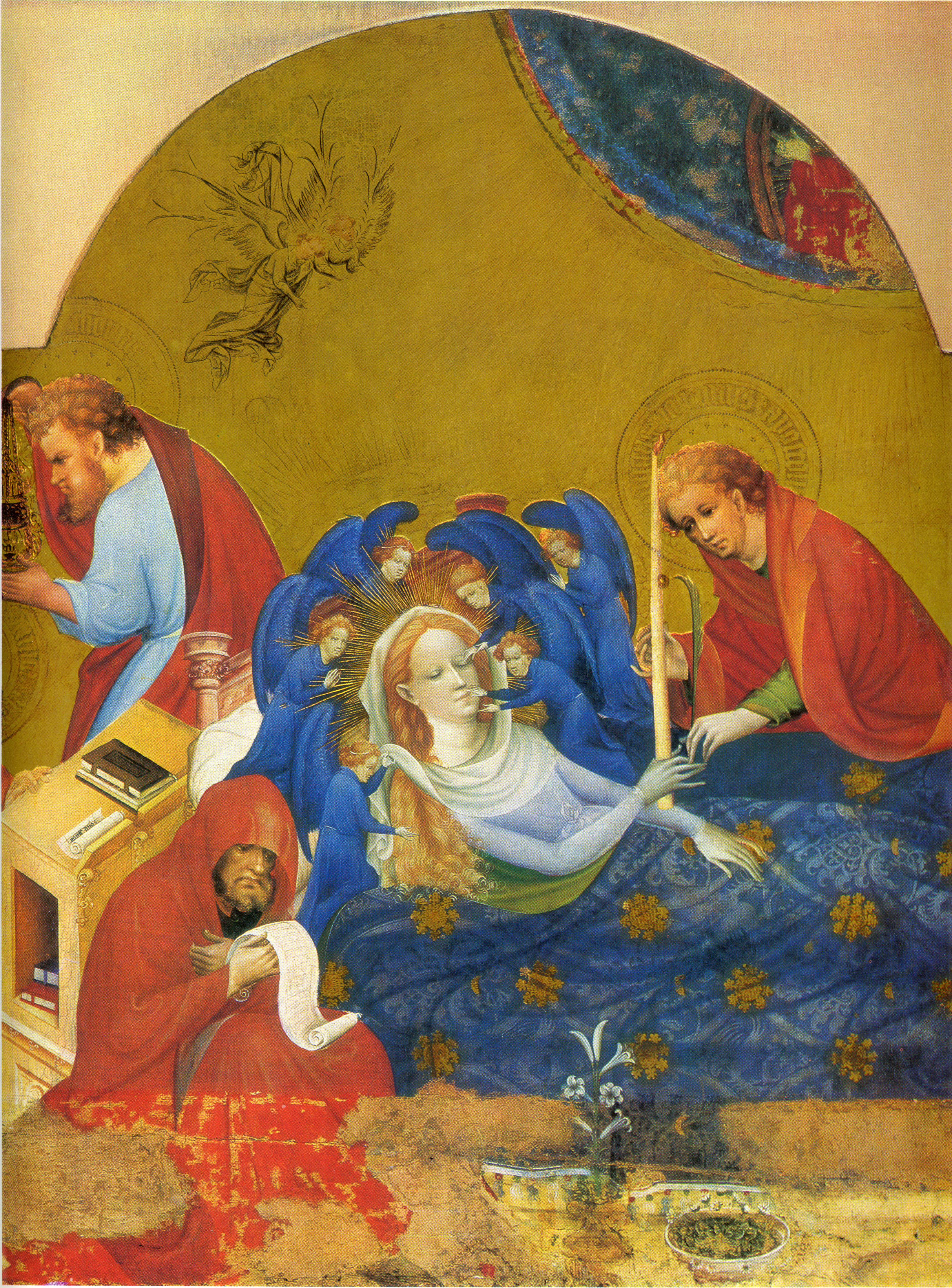
Mort de Marie, Retable de Marie dans la Marienkirche de Dortmund.

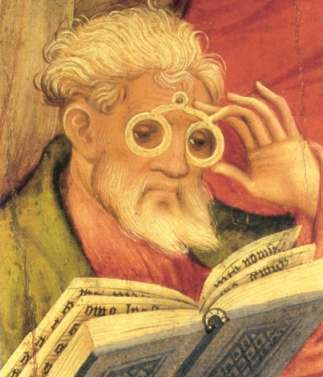
Apôtre aux bésicles, Retable de Bad Wildungen (détail).

- Le triptyque de Bad Wildungen (1403), conservé à l'église municipale (de) (Stadtkirche) protestante de Bad Wildungen : un large retable avec un panneau central comportant une crucifixion encadré par quatre tableaux de la Passion. Sur l'aile droite, quatre autres tableaux, deux de la Passion, un représentant la Pentecôte et un autre le Jugement dernier. C'est dans le tableau de la Pentecôte que l'on observe l’un des apôtre lisant avec une paire de lunettes[12].
- Un retable portatif (1404) avec une figure de saint Paul, et au verso une représentation de Renaud de Montauban (Reinoldus), patron de la ville de Dortmund, destiné à la famille Berswordt de Dortmund. Le retable (daté de 1395 par Pieper[8]) est conservé à la Alte Pinakothek de Munich.
- Panneau des saintes Dorothée et Odile (1410) ; ce sont deux petits panneaux, conservés au Musée LWL d'art et de culture (de) à Münster[10].
- Le retable de Marie de Dortmund (1420), un triptyque de l'autel de Marie dans la Marienkirche (en) de Dortmund. C'est un large triptyque avec des scènes de la vie de la Vierge. Les trois panneaux ont été sciés en 1720 pour pouvoir être insérés dans un énorme cadre baroque, mais sont maintenant assemblés dans un cadre moderne[13].

- Panneau de Saint Nicolas de Soest. Ce panneau, montrant saint Nicolas, se trouve dans la chapelle Saint-Nicolas (de) de Soest.

## Retable de Bad Wildungen

Retable de Bad Wildungen
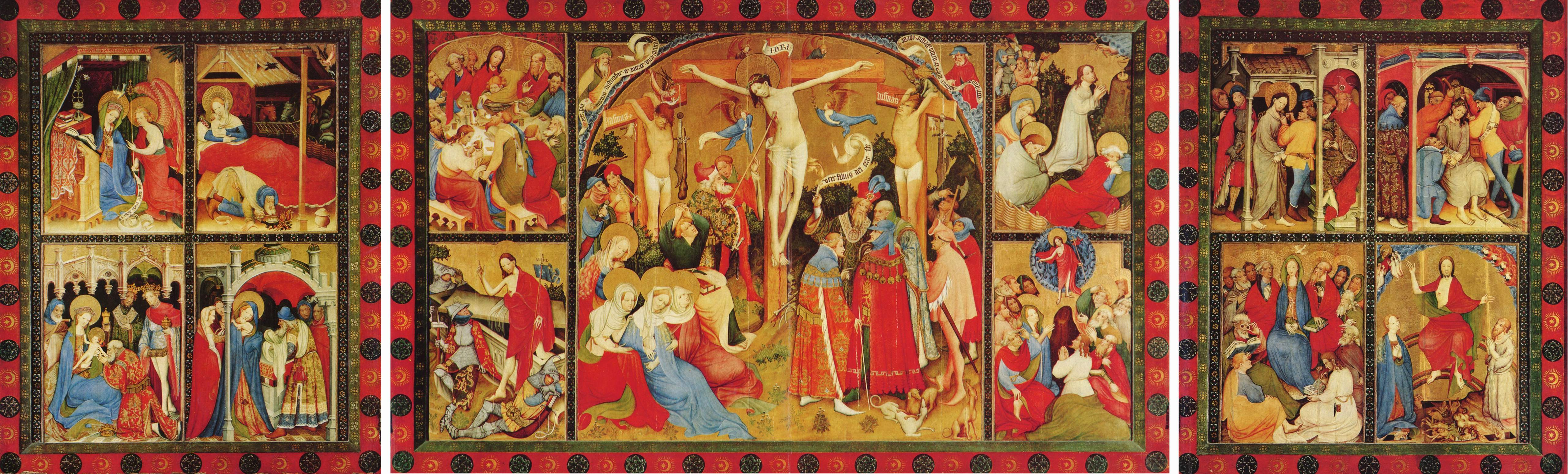

L'autel a probablement été commandé par l'Ordre de Saint-Jean (Grand bailliage de Brandebourg) et a été achevé en 1403. Lorsque le chauffage a été installé dans l'église au début du XXe siècle, le bois a commencé à jouer et des fissures sont apparues. Plusieurs restaurations n'ont pas amélioré de retable, qui a été restauré entre 1994 et 1998, et la climatisation de l'église a été adaptée pour prévenir d'autres dommages.
Le retable ouvert comporte 13 tableaux. Au centre domine une scène de crucifixion, et à gauche et à droite des scènes de la vie et de la passion du Christ.
Panneau gauche. Ce panneau comporte quatre scènes de la vie de la Vierge et de l'enfance du Christ.
En haut à gauche, une Annonciation. L'iconographie est classique, les divers objets usuels, le livre, le vase et le lys de pureté, le prie-dieu sont traités avec finesse et élégance ; Marie porte un diadème incrusté de perles qui forment son nom ; le tapis de fond et celui posé sur le prie-dieu comportent des ornements aux motifs très élaborés, caractéristiques du peintre.

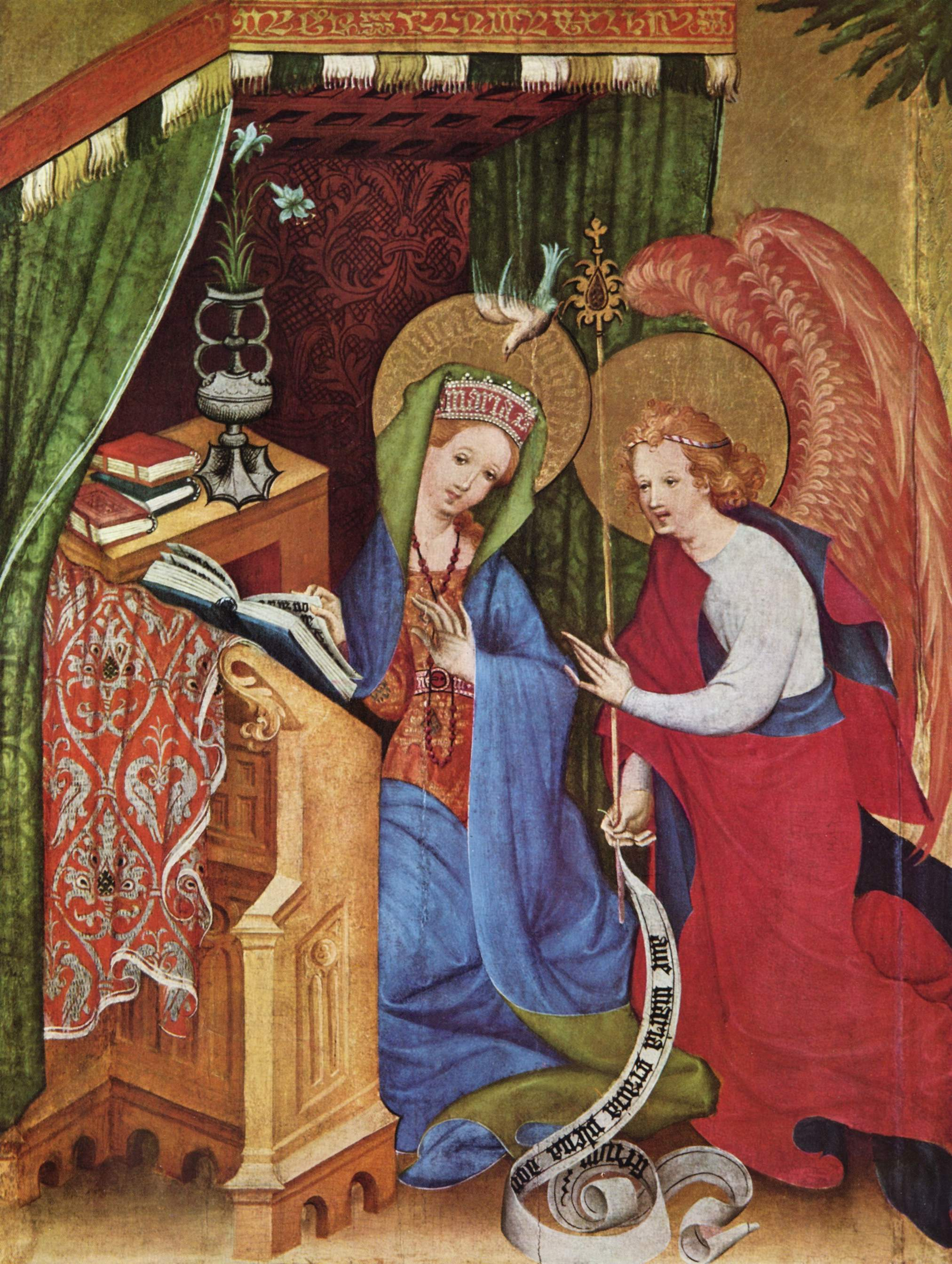
Annonciation.

La Nativité est en revanche présentée de manière inhabituelle : au lieu de voir l'enfant Jésus par terre et Marie et Joseph en adoration, Marie est couchée dans un lit, cajolant son fils, alors que Joseph ravive le feu sur lequel il prépare une bouillie ; même si la grange et l'étable sont présentes, les animaux ainsi que le berger au fond qui entend la bonne nouvelle sont supplantés par le rouge éclatant de la couverture du lit.
L'Adoration des Mages, en bas à gauche, est placée sous les arcades d'un bâtiment gothique. Les trois rois, tous d'une élégance courtoise de l'époque, sont richement vêtus, avec ici aussi des motifs élaborés dans les tissus, notamment de Melchior agenouillé. Ces motifs et tissus sont encore plus développés dans le retable de Marie plus tardif.
La Présentation au temple montre la Vierge et l'enfant devant Siméon, vêtu richement, avec à sa ceinture un petit sac contenant les instruments de circoncision. Joseph est absent, le colombes d'offrande sont apportées par une personne qui est peut-être une servante. À droite, et un peu à l'écart, deux hommes dont la tête est surmontée d'un petit diable, qui indique que les deux personnages sont vivants au moment où ils sont dépeints ; il s'agit peut-être du peintre Conrad et du curé de l'église, un dénommé Conrad Stollen.

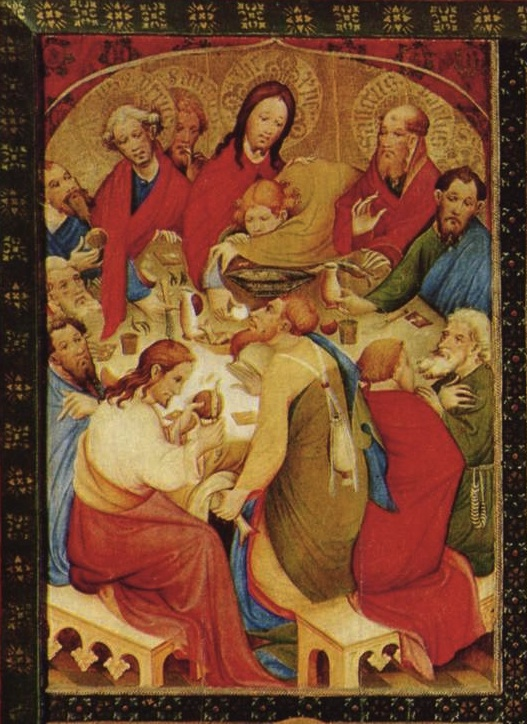
La Cène.

Panneaux central et droit. Ce panneau est composé de la grande scène de crucifixion entourée de quatre scènes de la passion du Christ, qui sont complétées par deux tableaux sur le panneau droit.
En haut à gauche la Cène. Le traître Judas est l'homme vêtu de marron en bas. Il porte un sac sur son dos contenant la récompense de sa trahison ; c'est aussi lui qui cache un poisson sous la table ; c'est enfin lui à qui le Christ donne un morceau de nourriture, geste par lequel il désigne le traitre. Aux côtés de Jésus, vêtus de rouge et nommément désignés dans les auréoles, Pierre à gauche et Paul à droite. La présence de ce dernier est anachronique, mais usuelle pour l'époque.
La scène suivante se déroule au jardin de Gethsémani. Jésus prie, les disciples dorment. Au fond à gauche, les ravisseurs arrivent avec Judas, à droite la main de Dieu sort des nuages et montre la croix, le calice est bien visible. Le traitement de la luxurieuse floraison est détaillé dans le style des enluminures.

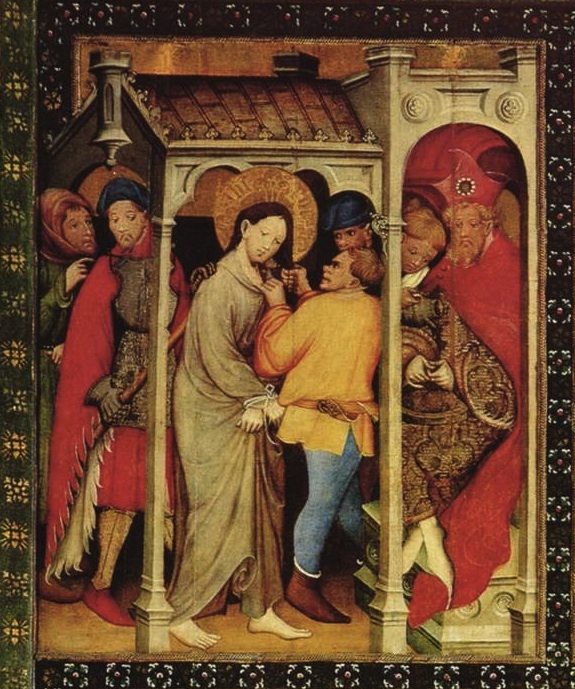
Le Christ devant Ponce Pilate.

La suite logique se trouve sur le haut du volet droit : c'est la scène devant Ponce Pilate. Elle se déroule en deux temps, dans deux salles d'un bâtiment : Jésus est amené ligoté, tiré par le col et les cheveux, tandis que deux personnes à gauche de la scène ont des gestes dubitatifs. Dans la deuxième pièce, Pilate, orné d'un chapeau et d'un manteau rouge sous lesquels apparaît une robe richement brodée, se lave déjà les mains. Dans ce tableau, les visages des personnages sont variés et expressifs.
Suit la Couronnement d'épines, en présence d'un notable à gauche, avec les expressions de moquerie sur deux comparses. Conrad fait figurer des représentants des quatre états : noblesse, clergé, bourgeoisie et paysannerie.

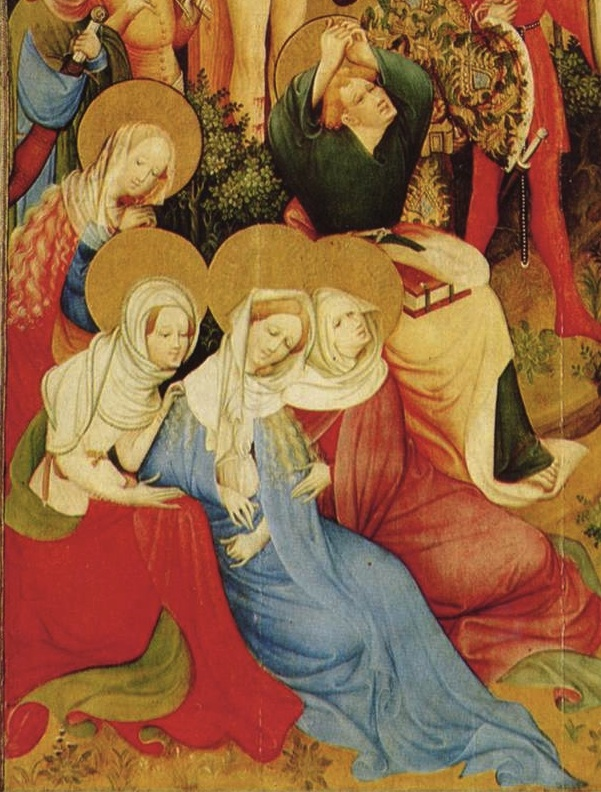
Les Trois Marie et l'apôtre Jean. Détail du panneau de la crucifixion.

La Crucifixion du panneau central suit la construction usuelle de son époque. De manière générale, les « bons » sont sur le côté gauche, les autres sur la droite. On reconnaît les « Trois Marie » entourant la Vierge, l'apôtre Jean avec son évangile sur les genoux, les deux larrons ont de plus leurs instruments de méfaits accrochés à leur croix. Quatre anges entourent la croix, deux au-dessus, et deux autres recueillant le sang, en dessous. À la place du soleil et de la lune voilés, et en dehors de la voûte céleste, deux prophètes portant des phylactères. Conformément à la tradition rhénane, le coup de lance est porté par deux personnages, un aveugle et un soldat qui le guide ; le soldat est ici bien civilement habillé. La banderole avec les mots « Vere Filius Dei erat iste » (« Vraiment cet homme était fils de Dieu ! ») semble être portée par un dignitaire hébreu plutôt que par un capitaine romain selon la tradition. Ici encore, on admire les riches vêtements des personnages masculins, les fleurs éparses sur le sol, et la présence des chiens de chasse ou de compagnie, tous symboles de la peinture « douce ».
La Résurrection montre un sarcophage en diagonale, lui aussi décoré ; le Christ en sort, montrant les plaies et portant la bannière de la résurrection. Le pied du Christ ne touche pas le sol ; les soldats portent des uniformes bourguignons.
En bas, à droite, l'Ascension. Alors que souvent, on ne voit plus que les pieds du Christ, il est représenté ici dans une mandorle qui déborde le cadre du panneau et empiète sur le tableau supérieur. Sur la montagne stylisée, on voit encore les empreintes de ses pieds, dernier souvenir de sa présence terrestre. Les disciples et Marie ont des gestes variés montrant l'adoration, l'étonnement ou l'incrédulité.
Logiquement, à droite la Pentecôte. La Vierge trône, flanquée des deux princes d'église Pierre et de Paul, vêtus de rouge et entourée des autres apôtres. Trois livres sont visibles, dont l'un est consulté par l'homme aux bésicles, et l'autre est peut-être bien en cours d'écriture.
Le dernier tableau montre le Jugement dernier, dans une mise en scène sobre : le Christ en rouge, avec la Vierge vêtue de bleu et Jean-Baptiste en ascète ; les bienheureux sont accueillis au ciel en haut à gauche par saint Pierre, les damnés sont aspirés par l'enfer, pris par quelques démons et une énorme tête de diable ; quelques ressuscités sortent de leurs tombes.
Extérieur. L'extérieur des panneaux montre quatre saints : sainte Catherine d'Alexandrie, avec sa roue et son épée ; le retable s'appelait originellement le retable sainte Catherine, puis Jean-Baptiste avec une bible et un agneau, en habit de pénitent et pieds nus. Sa représentation appuie la supposition que l'autel a été donné par l'ordre des Johannites ; ensuite sainte Élisabeth, représentée comme religieuse avec une église à la main et enfin saint Nicolas, richement vêtu en évêque. L'église lui était dédiée, et elle s'appelle encore église Saint-Nicolas de nos jours, mais l'usage de ce nom s'est complètement perdu.

## Panneau des saintes Dorothée et Odile

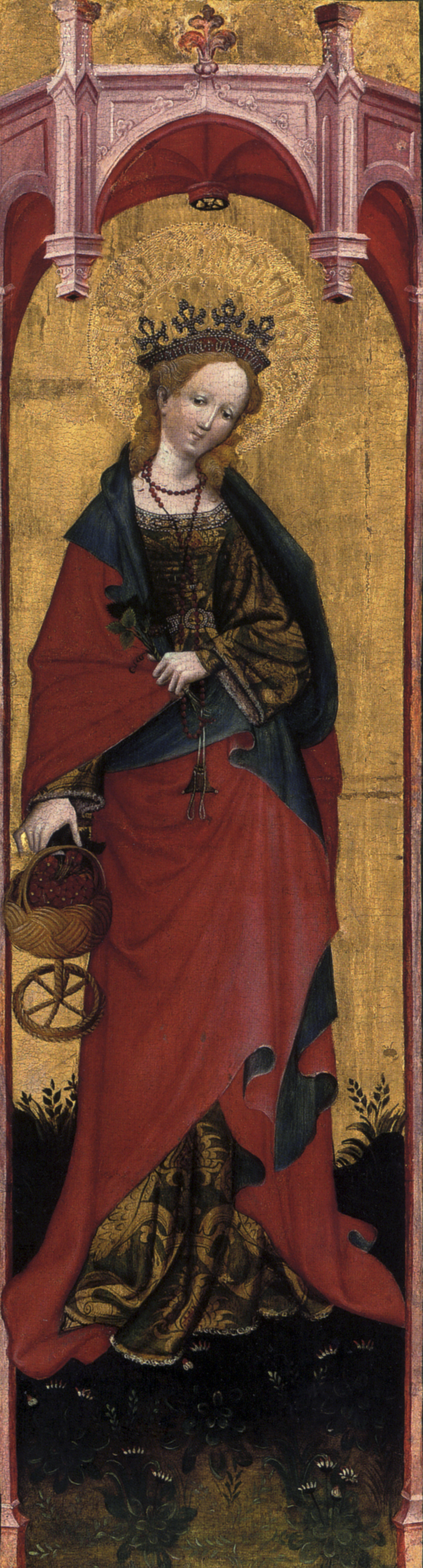
Sainte Dorothée.

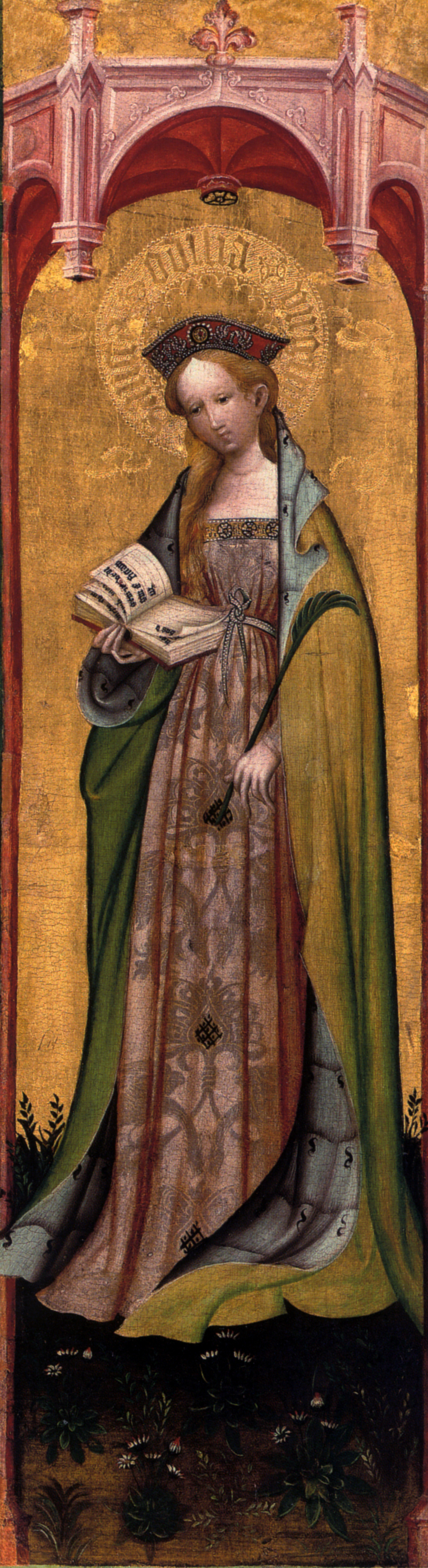
Sainte Odile.

Les panneaux avec les saintes Dorothée et Odile datent d'environ 1410, et mesurent 92 × 25 cm. Ils étaient à l'origine au monastère des Augustines Sainte-Walburge de Soest (de). Lors de la dissolution de l'abbaye, les tableaux sont d'abord transportés à la Wiesenkirche de Soest, puis transférés en 1835 au Westfälischer Kunstverein (de) par l'administration de l'État de Westphalie. Restaurés pour une première fois la même année, ils retrouvent leur état d'origine par une nouvelle restauration, réalisée au LWL-Landesmuseum de Münster en 1951-1952.
Sur le dos des panneaux se trouve une messe de saint Grégoire qui occupe la totalité des deux dos et qui a été ajoutée ultérieurement par un autre artiste. On peut encore voir des trous de vis sur les panneaux qui indiquent la présence d'une fermeture, et des restes de charnières sur les bords, ce qui montre que les panneaux étaient à l'origine les volet d'un retable ou d'un tabernacle. Quand les volets étaient fermés, on voyait Grégoire, et quand ils étaient ouvert, on voyait Dorothée à droite et Odile à gauche, encadrant une partie centrale qui a disparu. Les deux saintes sont debout sous une voûte rose dont les piliers latéraux délimitent la scène. Au pied des deux femmes, un sol parsemé de fleurs qui forme un contraste coloré avec le fond doré. Les deux femmes sont vêtues de riches parures, de style courtois, les capes sont de couleurs intenses, rouge pour Dorothée et vert clair pour Odile. Les tissus des robes sont parsemés de motifs sophistiqué. Dorothée est coiffée d'un diadème surmonté de lys, Odile porte un large bandeau incrusté de perles formant les lettres e et c. Les deux visages sont entourés d'une large auréole dorée qui porte leur nom : sancta dorothea pour l'une, sancta odilia virgo pour l'autre.
Les deux saintes sont dotées des attributs qui leur sont propres : Dorothée tient à la main droite un petit panier rempli de roses, en dessous duquel pend une roue. La main gauche retient le bord de sa cape et tient un plant de fraisier. Ces attributs font allusion à la légende selon laquelle Dorothée, avant de subir le martyre, ait déclaré que le jardin du seigneur lui était ouvert, et qu'au moment de sa mort, un jeune homme soit apparu avec un panier rempli de roses et de pommes, sous-entendu provenant de ce jardin.
Odile tient dans sa main droite un livre ouvert, où l'on peut déchiffrer les mots genetrix ut digni efficiamur, extrait d'une phrase plus longue d'une litanie. Dans la main gauche, la palme du martyre. Il s'agit probablement de sainte Odile de Hohenbourg ; le livre ouvert doit rappeler qu'elle était aveugle et a miraculeusement recouvré la vue.

## Reconnaissance
Depuis 1952, l'association régionale Landschaftsverband Westfalen-Lippe décerne, en principe tous les deux ans, un prix en arts visuels nommé prix Konrad-von-Soest et doté de 12 800 euros.